# Série Mundial Feminina de Rugby Sevens
A Série Mundial Feminina de Rugby Sevens, conhecida como a Série Mundial Feminina de Rugby Sevens HSBC por razões de patrocínio, é uma série de torneios internacionais de rugby de sete para as seleções femininas de rugby, filiada à World Rugby. A série inaugural foi realizada em 2012-13 como sucessora da Desafio Feminino do IRB, realizada na temporada anterior.
A série, a contraparte feminina da Copa Sevens Feminino da IRB, oferece uma competição de elite entre as nações de rugby. Tal como acontece com a Série Mundial Masculina, as equipes competem pelo título acumulando pontos com base em sua posição final em cada torneio.

## História
A primeira série de 2012-2013 consistiu em quatro torneios em três continentes. Os dois primeiros eventos foram organizados pelos Emirados Árabes Unidos (especificamente Dubai) e os Estados Unidos, ambos com eventos na versão masculina. Os outros dois eventos foram organizados pela China e os Países Baixos.
Para a segunda série em 2013–14, cinco torneios aconteceram; um sexto tinha sido inicialmente anunciado, mas nunca se materializou. Todas as nações que organizaram eventos em 2012–13 foram realizadas na segunda temporada, com o evento adicionado hospedado pelo Brasil.
A série expandiu para seis eventos para 2014–15. Os eventos de Dubai, Brasil, Estados Unidos e Países Baixos permaneceram no cronograma. A China não esteve no cronograma de 2014–15. Novas rodadas da série foram lançadas no Canadá (especificamente na Grande Vitória) e Londres. Inicialmente, a série 2015–16 foi anunciada com apenas quatro eventos, com Londres e Países Baixos caindo do cronograma, mas um quinto evento acabou sendo adicionado, organizado pela França. Eventos na Austrália e no Japão foram adicionados em 2016–17. Com os EUA prontos para sediar a Copa do Mundo de Rugby Sevens de 2018, os EUA não estiveram no calendário de 2017-18.

## Etapas

### Torneios atuais
Um total de cinco etapas ocorreram na série de 2017–18. O Torneio Sevens Feminino dos Estados Unidos, que fazia parte do calendário em todas as temporadas desde o início da série, foi substituído pela Copa do Mundo de Rugby Sevens de 2018, marcada para São Francisco.
| Evento         | Estádio (Capacidade)               | Cidade              | Desde   |
| -------------- | ---------------------------------- | ------------------- | ------- |
| Estados Unidos | Infinity Park (5,000)              | Glendale (Denver)   | 2012–13 |
| Dubai          | The Sevens (50,000)                | Dubai               | 2012–13 |
| África do Sul  | Estádio da Cidade do Cabo (55,000) | Cidade do Cabo      | 2019–20 |
| Nova Zelândia  | Waikato Stadium (25,800)           | Hamilton            | 2019–20 |
| Austrália      | Western Sydney Stadium (30,000)    | Sydney              | 2016–17 |
| Hong Kong      | Hong Kong Stadium (40,000)         | Hong Kong           | 2019–20 |
| Canadá         | Westhills Stadium (6,500)          | Langford (Victoria) | 2014–15 |
| França         | Estádio Jean-Bouin (20,000)        | Paris               | 2015–16 |

### Evento em hiato
| Evento | Estádio (Capacidade)                     | Cidade     | Desde   |
| ------ | ---------------------------------------- | ---------- | ------- |
| Japão  | Mikuni World Stadium Kitakyushu (15,066) | Kitakyushu | 2016–17 |

### Antigos eventos
| Evento        | Estádio (Capacidade)                       | Cidade              | Desde   | Até     |
| ------------- | ------------------------------------------ | ------------------- | ------- | ------- |
| China         | Guangzhou University City Stadium (50,000) | Guangzhou           | 2012–13 | 2013–14 |
| São Paulo     | Arena Barueri (35,000)                     | Barueri (São Paulo) | 2013–14 | 2015–16 |
| Londres       | Twickenham Stoop (14,800)                  | Londres             | 2014–15 | 2014–15 |
| Países Baixos | NRCA Stadium (10,000)                      | Amesterdão          | 2012–13 | 2014–15 |

## Patrocínio
Diferente da Série Masculina, que tem desfrutado do patrocínio do gigante bancário HSBC nos últimos anos, a Série Feminina não teve patrocínio até 2015-16. O HSBC é agora o principal patrocinador das séries masculina e feminina.

## Resultados por temporada
Resumo dos seis principais colocados de cada série:
| Série | Temporada | Eventos | Campeã        | Segunda       | Terceira  | Quarta         | Quinta         | Sexta          |
| ----- | --------- | ------- | ------------- | ------------- | --------- | -------------- | -------------- | -------------- |
| I     | 2012–13   | 4       | Nova Zelândia | Inglaterra    | Canadá    | Estados Unidos | Rússia         | Austrália      |
| II    | 2013–14   | 5       | Nova Zelândia | Austrália     | Canadá    | Inglaterra     | Rússia         | Espanha        |
| III   | 2014–15   | 6       | Nova Zelândia | Canadá        | Austrália | Inglaterra     | Estados Unidos | França         |
| IV    | 2015–16   | 5       | Austrália     | Nova Zelândia | Canadá    | Inglaterra     | França         | Estados Unidos |
| V     | 2016–17   | 6       | Nova Zelândia | Austrália     | Canadá    | Fiji           | Rússia         | Estados Unidos |
| VI    | 2017–18   | 5       |               |               |           |                |                |                |

## Formato
Rugby sevens é uma versão do Rugby Union, inventada na Escócia no século XIX, com sete jogadores de cada lado em um campo de tamanho normal. Os jogos são muito mais curtos, geralmente durando apenas sete minutos a cada meia hora, e tendem a ser muito rápidos e abertos. O jogo é mais rápido e com maior pontuação do que o rugby de 15 e as regras são mais simples, o que explica parte do seu apelo. Também dá aos jogadores o espaço para feitos soberbos de habilidade individual. O Sevens é tradicionalmente jogado em um formato de torneio de dois dias.
A série feminina conta com 12 equipes em cada torneio. Os participantes restantes são convidados com base em rankings regionais de torneios.
Cada torneio usa um formato semelhante ao da série masculina, ajustado para o menor número de equipes, com o jogo em grupo seguido de três torneios eliminatórios separados.

## Equipes principais
Antes da temporada inaugural, um grupo de "equipes principais" que são lugares garantidos em todos os eventos da série foi anunciado. Este conceito é tirado diretamente da série masculina. Ao contrário da série masculina, que apresenta 15 equipes principais a partir da temporada 2012-13, a série feminina começou com apenas seis.
Para a série 2013-2014, o número de equipes principais foi aumentado para oito, todas atingindo a final do terceiro trimestre da Copa do Mundo de Rúgbi Sevens de 2013:
O Brasil foi convidado a participar de todos os eventos da série 2013-2014. Isso fazia parte de uma iniciativa da IRB para ajudar a impulsionar o desenvolvimento de rúgbi feminino no país, que iria sediar os Jogos Olímpicos de 2016.
Para a série 2014–15, o número de equipes principais aumentou para 11, e a qualificação foi extensivamente renovada, mudando para um sistema mais similar ao atualmente usado na Série masculina. As sete principais equipes da série 2013–14 mantiveram o status de equipe principal. Quatro equipes principais adicionais foram determinadas em um torneio qualificatório de 12 equipes realizado em Hong Kong em 12-13 de setembro de 2014. O World Rugby não anunciou inicialmente detalhes completos do sistema de qualificação para futuras séries, mas determinou que as nove equipes melhores colocadas na série de 2014–15 mantivessem seu status para 2015–16, com um qualificador mundial após setembro de 2015.
| Equipes principais | I | II | III | IV | V  | VI |
| ------------------ | - | -- | --- | -- | -- | -- |
| Austrália          | • | •  | •   | •  | •  | •  |
| África do Sul      |   |    | •   |    |    |    |
| Brasil             |   |    |     |    | •  |    |
| Canadá             | • | •  | •   | •  | •  | •  |
| China              |   |    | •   |    |    |    |
| Espanha            |   | •  | •   | •  | •  | •  |
| Estados Unidos     | • | •  | •   | •  | •  | •  |
| Fiji               |   |    | •   | •  | •  | •  |
| França             |   |    | •   | •  | •  | •  |
| Inglaterra         | • | •  | •   | •  | •  | •  |
| Irlanda            |   | •  |     | •  | •  | •  |
| Japão              |   |    |     | •  |    | •  |
| Nova Zelândia      | • | •  | •   | •  | •  | •  |
| Países Baixos      | • |    |     |    |    |    |
| Rússia             |   | •  | •   | •  | •  | •  |
| Total              | 6 | 8  | 11  | 11 | 11 | 11 |

## Prémios individuais por temporada
| Temporada | Rondas | Maior pontuadora       | Mais ensaios        | Jogadora do ano   |
| --------- | ------ | ---------------------- | ------------------- | ----------------- |
| 2012–13   | 4      | Portia Woodman (105)   | Portia Woodman (21) | Kayla McAlister   |
| 2013–14   | 5      | Emilee Cherry (195)    | Emilee Cherry (33)  | Emilee Cherry     |
| 2014–15   | 6      | Portia Woodman (?)     | Portia Woodman (52) | Portia Woodman    |
| 2015–16   | 5      | Ghislaine Landry (158) | Portia Woodman (24) | Charlotte Caslick |
| 2016–17   | 6      | Ghislaine Landry (269) | Michaela Blyde (40) | Michaela Blyde    |
| 2017–18   | 6      |                        |                     |                   |

## Pontuação
O vencedor geral da série foi determinado pelos pontos ganhos na classificação em todos os eventos da temporada. O cronograma de pontos é semelhante ao da série masculina, com as diferenças mencionadas acima.
Na Série de 2016–17, os prêmios foram alterados. Em cada evento, as equipes competem por medalhas de ouro, prata e bronze, enquanto as equipes de menor classificação disputam uma nova competição do Troféu Desafio. Nas primeiras quatro equipes da Série disputaram, após o estágio de grupos, uma Copa (Primeiras 4 equipes), uma Placa (4 equipes) e uma Bowl (4 equipes).
Doze equipes competiram em cada evento; nove são equipes "centrais", com três equipes convidadas a participar de determinados eventos (similar a séries anteriores, bem como o torneio masculino).
| Colocação | Status                                                   | Pontos |
| --------- | -------------------------------------------------------- | ------ |
| 1         | Vencedor da taça e medalha de ouro                       | 20     |
| 2         | Vice-campeão e medalha de prata                          | 18     |
| 3         | Terceiro lugar, vencedor do play-off e medalha de bronze | 16     |
| 4         | Perdedor do terceiro lugar e do play-off                 | 14     |
| 5         | Vencedor do play-off de 5º lugar                         | 12     |
| 6         | Perdedor do play-off de 5º lugar                         | 10     |
| 7         | Vencedor do play-off de 7º lugar                         | 8      |
| 8         | Perdedor do play-off de 7º lugar                         | 6      |
| 9         | Vencedor do Desafio                                      | 4      |
| 10        | Segundo colocado do Desafio                              | 3      |
| 11        | Vencedor do play-off do Desafio para o 11º lugar         | 2      |
| 12        | Perdedor do play-off do Desafio para o 11º lugar         | 1      |

Critérios de desempate: Se as equipes terminarem iguais em pontos no final da temporada da Série, os desempates serão os mesmos que os da série masculina.:
1. Diferencial geral de pontuação na temporada.
2. Contagem total de ensaios na temporada.
3. Se nenhum dos dois produzir um vencedor, as equipes estão empatadas.